# آبازین‌ها
آبازین‌ها (روسی: Абазины) یک گروه قومی از شمال غربی قفقاز هستند و نزدیک‌ترین گروه به آبخازها و چرکس ها هستند. آن‌ها در ترکیه، مصر و در مناطق قره‌چای و چرکس، سرزمین استاوروپول و قفقاز شمالی روسیه زندگی می‌کنند.